# Eufronio de Tours
Eufronio (en francés: Euphrône; en latín: Euphronius o Eufronius; f. Tours, 573) fue el décimo octavo obispo de Tours, en el siglo VI.
Cuando tras la muerte del obispo Gunthar, el candidato del rey Clotario I declinó su nombramiento a la Sede, permaneció vacante durante diez meses hasta que el pueblo y el clero eligieron a Eufronio. Fue sacerdote en Tours, de una familia de rango senatorial, nieto de Gregorio de Langres y amigo de Venantius Fortunatus. Cuando Clotario se enteró de la elección, confirmó su elección.
En 552, la abadía de Sainte-Marie fue fundada cerca de Poitiers por la reina franca Radegunda. Fue el primer monasterio para mujeres del Imperio franco. Posteriormente, Radegunda se retiró al monasterio, donde ayudó a cuidar a los enfermos. Después de ser consagrado obispo de Tours en 556, a petición suya, el emperador bizantino Justino II envió a la abadía una reliquia de la Vera Cruz, procedente de Constantinopla. Cuando el obispo de Poitiers Maroveus se negó a presidir su instalación en la abadía, a petición de Radegunda, el rey Sigeberto I envió a Eufronio a Poitiers para realizar la ceremonia. Sigeberto también devolvió las tierras de la iglesia que habían sido confiscadas por el rey Cariberto I.
En 561, gran parte de Tours se quemó durante la guerra que estalló en ese momento. Eufronio reconstruyó dos de las iglesias por su cuenta. Según Gregorio, Eufronio predijo la muerte de Cariberto.
Eufronio participó en el Concilio de París en 557 y presidió el Concilio de Tours en 567. Los obispos de Bretaña se negaron a asistir, ya que Eufronio reclamó autoridad sobre la iglesia bretona. El concilio se ocupó principalmente de la disciplina de la iglesia. Los obispos señalaron que todavía se estaban observando algunas costumbres galorromanas del culto a los antepasados. El Canon XXII decretó que a cualquier persona que se sepa que participaba en estas prácticas se le prohibía recibir la comunión y no se le permitía entrar a la iglesia. Los obispos del Reino de París estaban particularmente preocupados por la práctica merovingia de apoderarse de propiedades eclesiásticas en áreas periféricas para financiar sus guerras intestinas.
Eufronio fue obispo de Tours durante dieciocho años. Murió en el año 573 a la edad de setenta y fue enterrado en la basílica de Saint-Martin. Fue sucedido por su primo materno, Gregorio de Tours. 
Se le menciona como santo en el Martirologio Romano de la Iglesia Católica el 4 de agosto.